# Franciszek Malinowski (1908–1998)
Franciszek Malinowski (ur. 6 października 1908 w Plebanówce, zm. 29 maja 1998) – polski rolnik, poseł na Sejm PRL IV i V kadencji.

## Życiorys
Uzyskał wykształcenie podstawowe, z zawodu rolnik. Wstąpił do Zjednoczonego Stronnictwa Ludowego, pełnił funkcję członka prezydium wojewódzkiego komitetu ZSL we Wrocławiu. W 1965 i 1969 uzyskiwał mandat posła na Sejm PRL w okręgu Ząbkowice Śląskie. Przez dwie kadencje zasiadał w Komisji Handlu Wewnętrznego. Odznaczony Złotym Krzyżem Zasługi, Medalem 10-lecia Polski Ludowej oraz Odznaką 1000-lecia Państwa Polskiego.
Zmarł 29 maja 1998, został pochowany na cmentarzu Parafii Wniebowzięcia NMP w Bielawie.